# Ville sans loi (film, 1935)
Pour les articles homonymes, voir Barbary Coast (homonymie) et Ville sans loi.
Pour plus de détails, voir Fiche technique et Distribution.
Ville sans loi (Barbary Coast) est un film américain réalisé par Howard Hawks, sorti en 1935.

## Synopsis
À San Francisco en 1850, la jeune et belle Mary Rutledge devient la maitresse du propriétaire d'une maison de jeu, Luis Chamalis. Quelque temps plus tard, elle croise un sympathique chercheur d'or, Jim Carmichael, attiré par les tables de jeu et l'espoir de devenir riche. Mais Jim ne sait pas que chez Chamalis le jeu est truqué, et il perd la totalité du capital qu'il avait amassé. Mary va l'aider à récupérer son argent et à s'enfuir, avec elle, échappant à la vengeance de Chamalis.

## Fiche technique
- Titre original : Barbary Coast
- Titre français : Ville sans loi
- Réalisation : Howard Hawks
- Scénario : Ben Hecht et Charles MacArthur, d'après le roman The Barbary Coast de Herbert Asbury
- Direction artistique : Richard Day
- Costumes : Omar Kiam
- Photographie : Ray June
- Son : Frank Maher
- Montage : Edward Curtiss
- Musique : Alfred Newman
- Producteur : Samuel Goldwyn
- Société de production : Samuel Goldwyn Productions
- Société de distribution : United Artists
- Pays de production :  États-Unis
- Langue originale : anglais
- Format : Noir et blanc - 35 mm - 1,37:1 - son Mono (Western Electric Sound System)
- Genre : aventure
- Durée : 91 minutes
- Dates de sortie : 
  - États-Unis : 27 septembre 1935
  - France : 27 décembre 1935

## Distribution
- Miriam Hopkins (VF: Jacqueline Porel) : Mary Swan Rutledge
- Edward G. Robinson (VF : Jacques Deschamps) : Luis Chamalis
- Joel McCrea : Jim Carmichael
- Walter Brennan : Old Atrocity
- Frank Craven : Colonel Marcus Aurelius Cobb
- Brian Donlevy : Knuckles Jacoby
- Clyde Cook : Oakie
- Harry Carey : Jed Slocum
- Matt McHugh (en) : Broncho
- Donald Meek : Sawbuck McTavish
- J. M. Kerrigan : Juge Harper
- Otto Hoffman : Pebbles

Acteurs non crédités
- Jules Cowles : un pilote dans la baie de San Francisco
- Edward Gargan : Bill
- Harry Holman : le maire
- Robert Homans : le capitaine du bateau dans le brouillard
- Tom London : un client avec une fille de salle
- Monte Montague : un ivrogne
- David Niven : un marin